# Положение во гроб (картина Рафаэля)
«Положение во гроб» (итал. Il Trasporto di Cristo, La Deposizione Borghese) — картина выдающегося итальянского художника эпохи Высокого Возрождения Рафаэля Санти, созданная им в 1507 году в качестве основной части Алтаря Бальони. Хранится в Галерее Боргезе в Риме. Пределла алтаря с монохромными изображениями добродетелей — в Ватиканской пинакотеке. Верхняя часть: «Бог-отец с херувимами», выполненная другом художника Доменико Альфани, — в галерее Перуджи. Вся работа подписана и датирована 1507 годом.

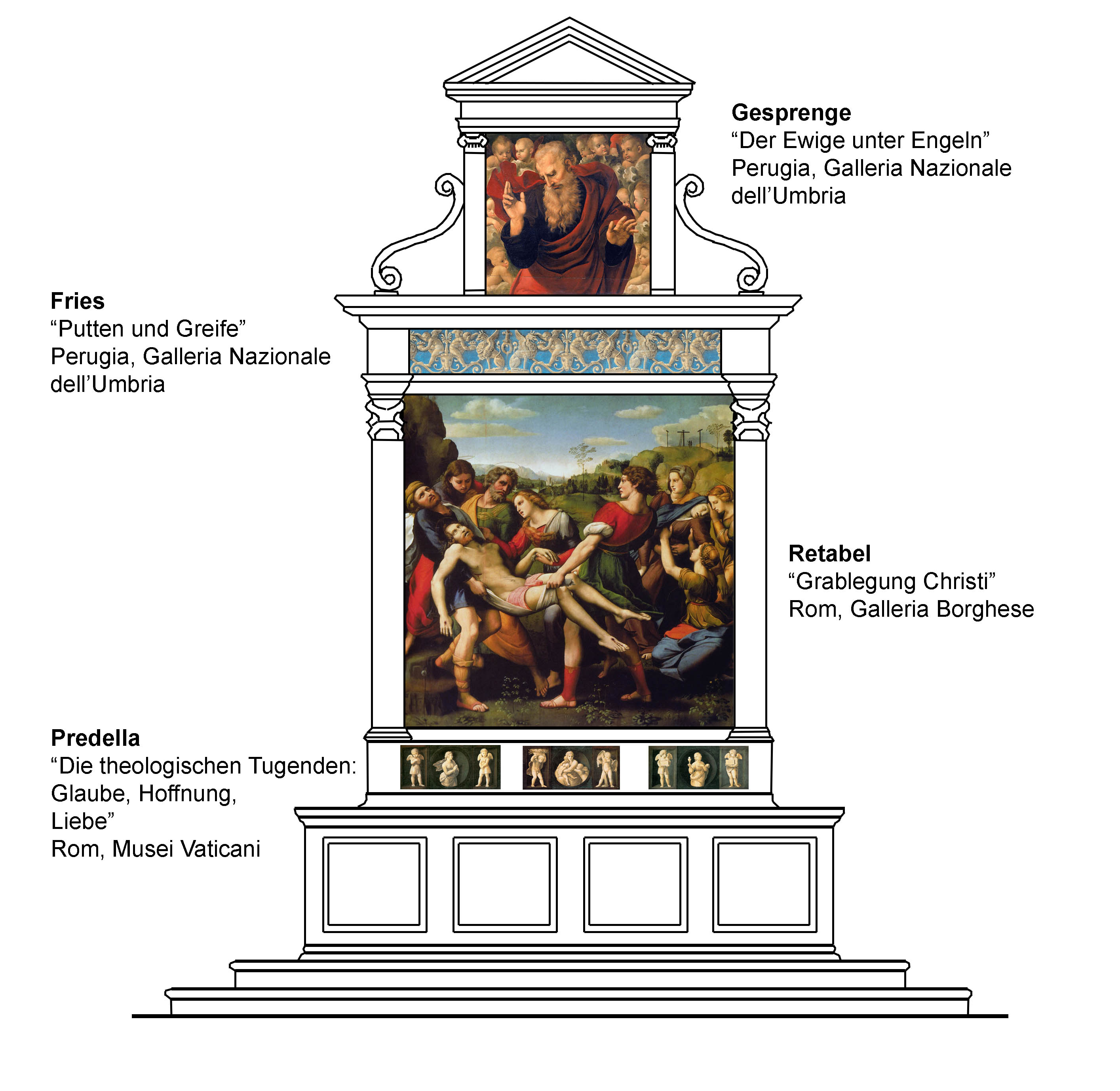
Схема композиции Алтаря Бальони. Реконструкция

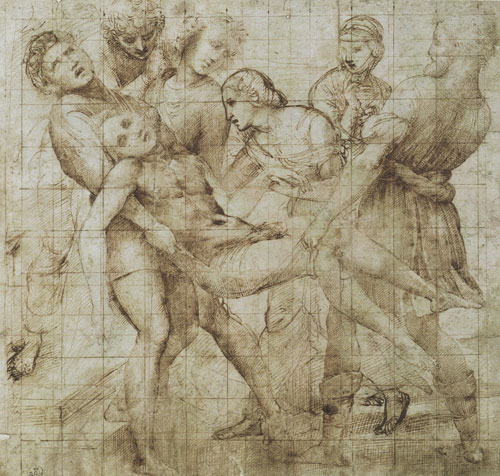
Рафаэль. Подготовительный рисунок к картине. Бумага, перо, сепия. Уффици, Кабинет графики, Флоренция

## История
По сообщению Дж. Вазари «Алтарь Бальони» был выполнен Рафаэлем по заказу Аталанты Бальони в память о её сыне Грифонетто, убитого во время кровавых событий внутри одной семьи за владычество в Перудже. Грифонетто был похоронен в 1507 году в церкви Сан-Франческо в Перудже. Фигура Девы Марии на картине должна была изобразить материнскую боль за погибшего сына, а в образе Марии Магдалины художник должен был отразить черты жены погибшего Зенобии. Получив заказ, Рафаэль заготовил картон, ещё пребывая во Флоренции, а сам алтарь выполнил позднее.
В процессе работы Рафаэль выполнил множество подготовительных рисунков (ныне они рассредоточены по разным музеям). Алтарь установили в семейной капелле церкви Сан-Франческо-аль-Прато, где уже несколько лет находился Алтарь Одди, также работы Рафаэля. Успех алтаря открыл Рафаэлю двери Рима, и в следующем году художника призвал к себе папа Юлий II.
До 1608 года алтарь оставался в церкви, затем был тайно перевезён в Рим по требованию папы Павла V, который подарил его своему племяннику кардиналу Шипионе Боргезе, который восхищался им ещё во время учебы в университете в столице Умбрии. Протесты перуджан не имели никакой другой цели, кроме как получить хорошую копию работы Ланфранко и, возможно, также вторую копию Кавальера д’Арпино, в то время как папа издал записку, в которой объявил картину «частной вещью» своего племянника, тем самым поставив окончание этой истории.
В 1797 году алтарь в ходе оккупации страны наполеоновскими войсками по Толентинскому договору алтарь был конфискован Францией и вывезен в Париж. В 1816 году в Рим была возвращена только центральная сцена алтаря — «Положение во гроб» .

## Особенности композиции
Картина «Положение во гроб» оказалась в творчестве Рафаэля «рубежной». В конце 1504 года он переехал из Перуджи во Флоренцию. Там он познакомился с Леонардо да Винчи, Микеланджело, Бартоломео делла Порта, многими другими флорентийскими мастерами и их произведениями.
Пространный критический очерк этого периода в творчестве художника и картины «Положение во гроб» дал классик искусствознания Генрих Вёльфлин. Он отметил, что Рафаэль отказался в этой картине «от всего прежнего, от мягкости линий, ясной композиции, кроткого настроения». Далее он писал:

Флоренция его преобразила, и на первом плане для него стоят теперь проблемы движения, живая передача событий… и резкие контрасты… В нём бродят впечатления искусства Микеланджело и Леонардо [Рафаэль получил вначале заказ на тему «Оплакивания Христа», подготовительные рисунки показывают именно такую композицию, но затем его увлекла проблема движения: «несения тела»]… Самое красивое в картине — тело Христа с приподнятым плечом и запрокинутой головой. Это мотив Христа в «Оплакивании» Микеланджело… [Однако] знание анатомии ещё поверхностное, лица лишены индивидуального характера… Картина вообще вся скомкана. Ноги одних перепутываются с ногами других. Далее, к чему здесь второй старик Никодим? Первоначальная ясность замысла затемнилась, прежде старик смотрел вниз на поспешающую Магдалину, теперь неопределённо смотрит наверх, и неясность всего остального движения увеличивает неприятное впечатление… Удивительно как жестки движения рук у обычно так тонко чувствующего Рафаэля. Вся эта группа неудачна… картина распадается. Её квадратная форма портит впечатление. Как выигрывает «Положение во гроб» Тициана благодаря форме [формату] картины… Закончено ли «Положение во гроб» самим Рафаэлем или кем-нибудь другим, вопрос спорный. Несомненно, что разработка этой композиции была не по силам Рафаэлю. Он взялся за разрешение флорентийских проблем с редкой талантливостью и на мгновение растерялся

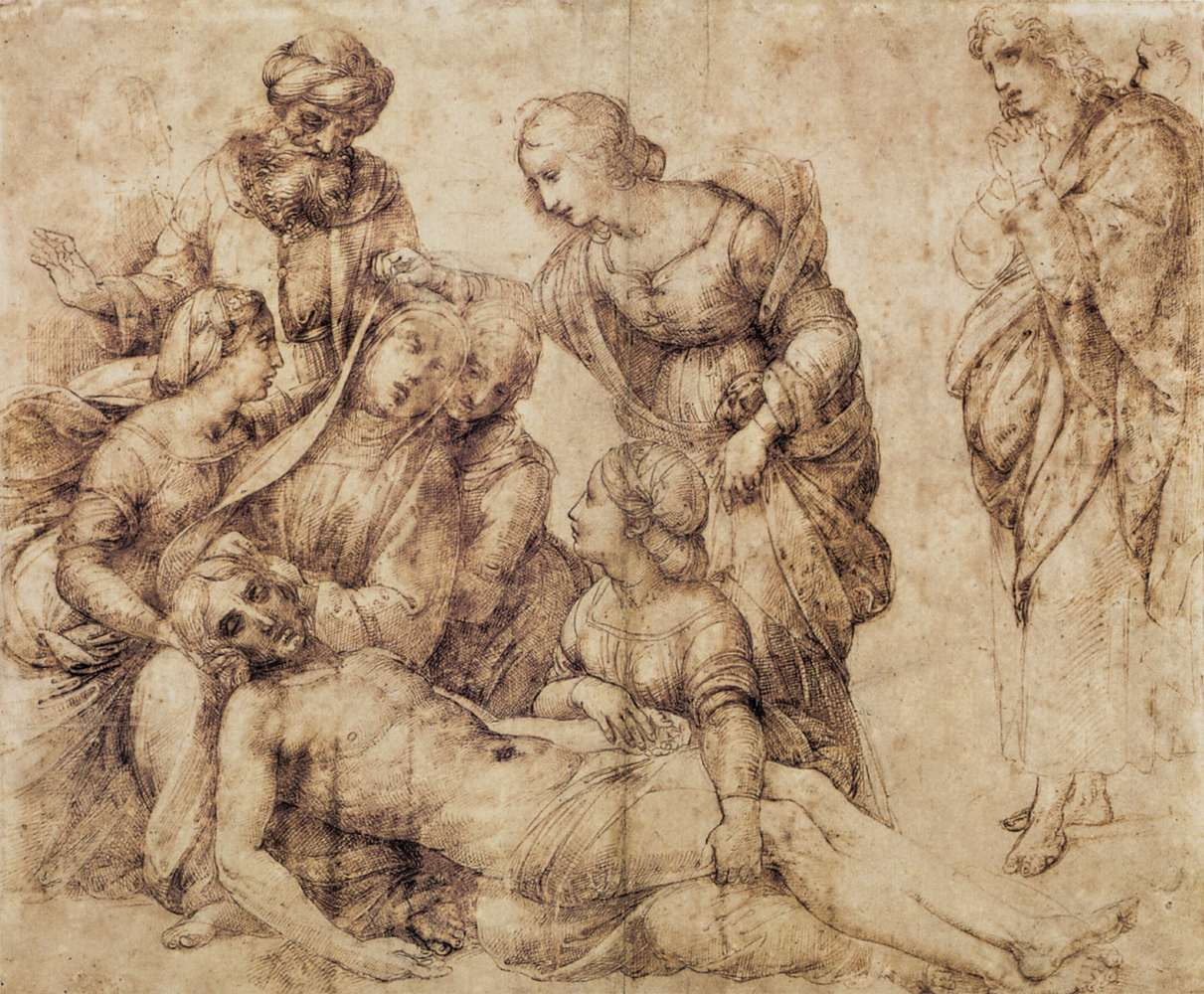
Первый вариант композиции. Между 1505 и 1506. Бумага, итальянский карандаш, перо, тушь. Лувр, Париж
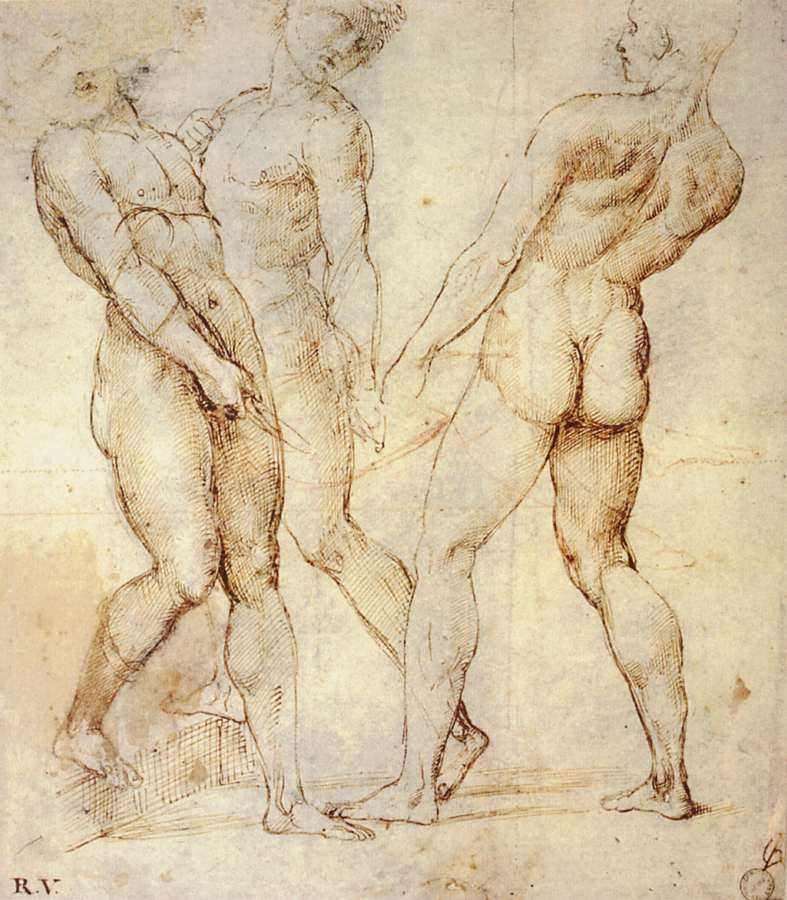
Рисунок фигур. Ок. 1507. Бумага, итальянский карандаш, перо, тушь. Музей Эшмола, Оксфорд
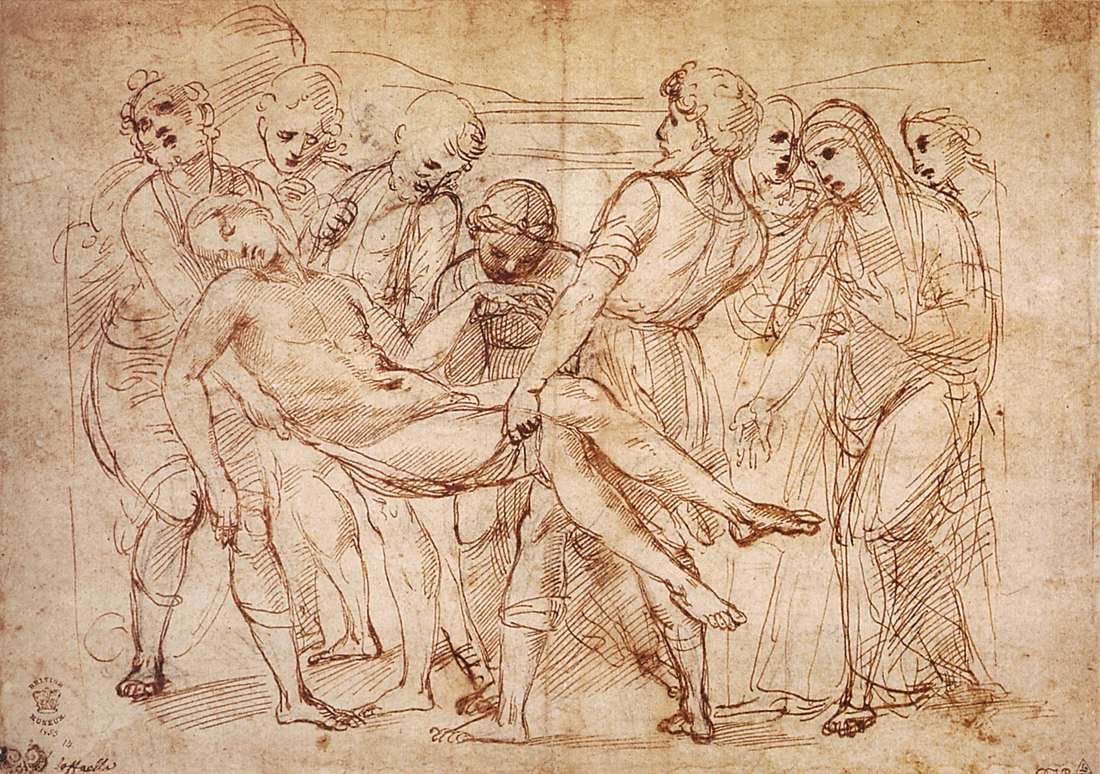
Второй вариант. Ок. 1507. Бумага, итальянский карандаш, перо, тушь. Британский музей, Лондон
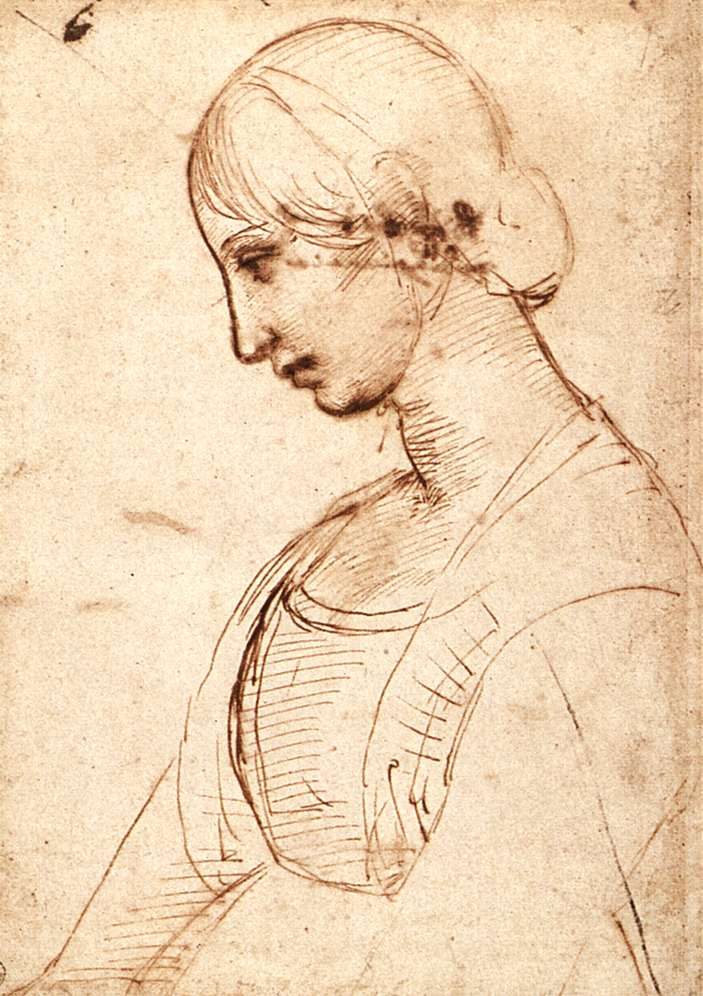
Магдалина (?). 1506. Бумага, итальянский карандаш, перо, тушь. Уффици, Флоренция
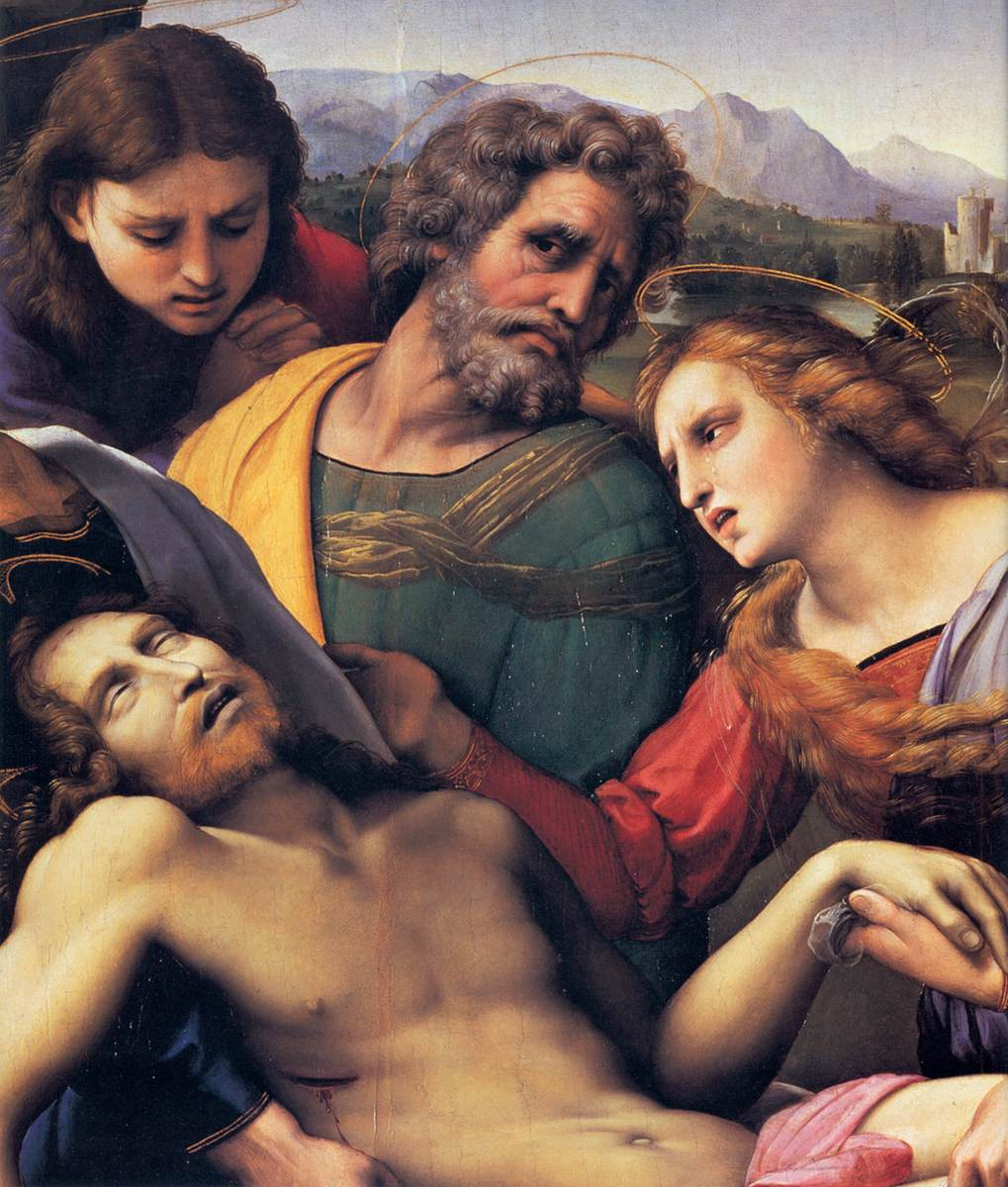
Деталь картины
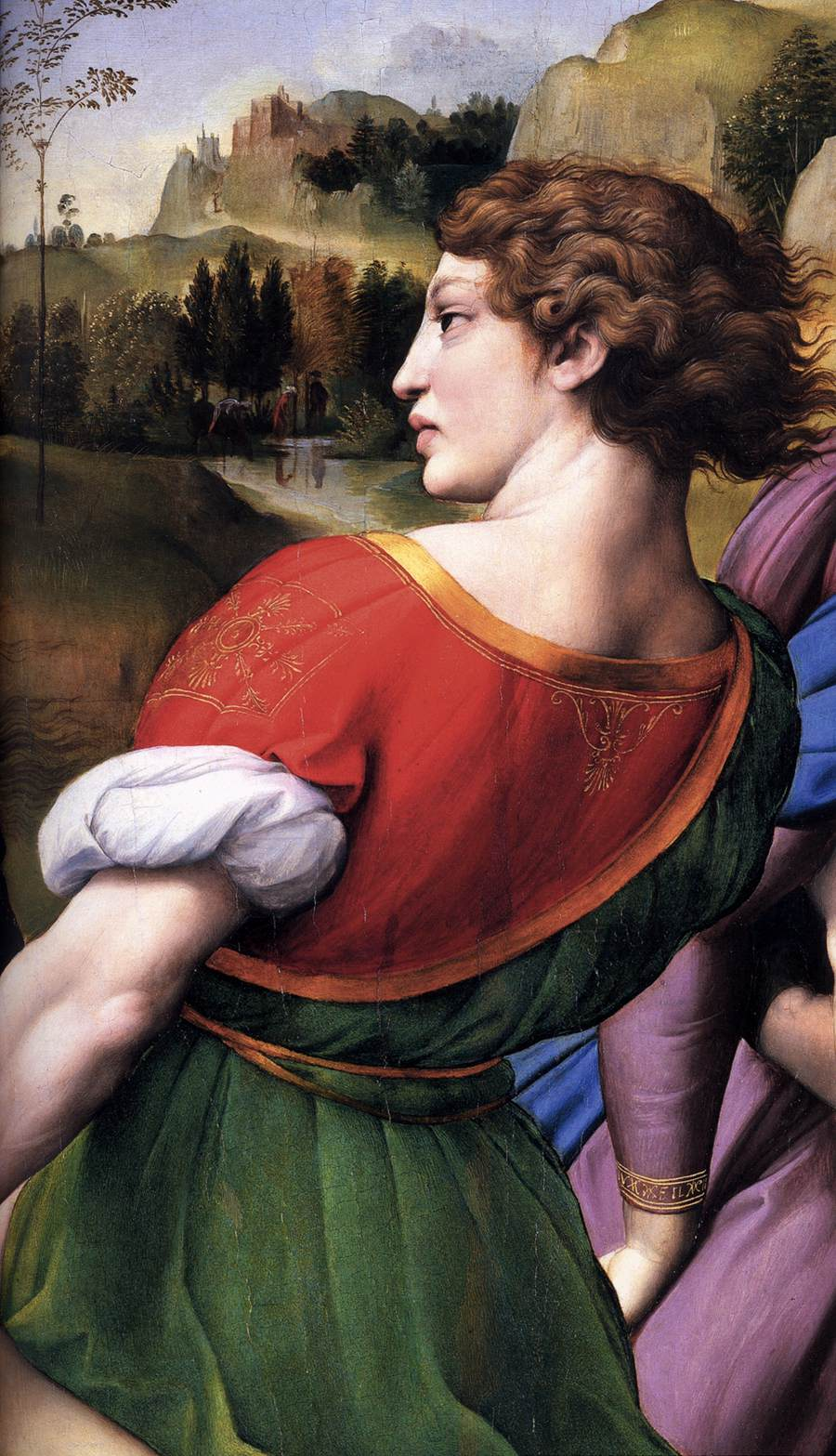
Деталь картины
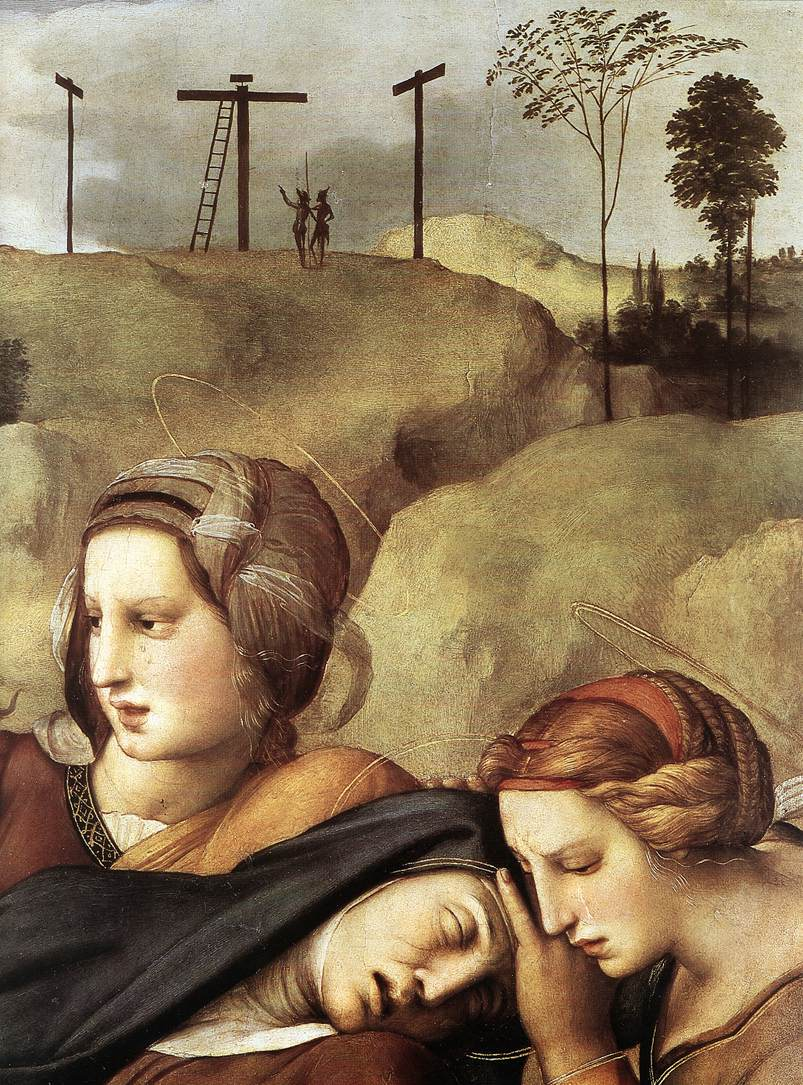
Деталь картины
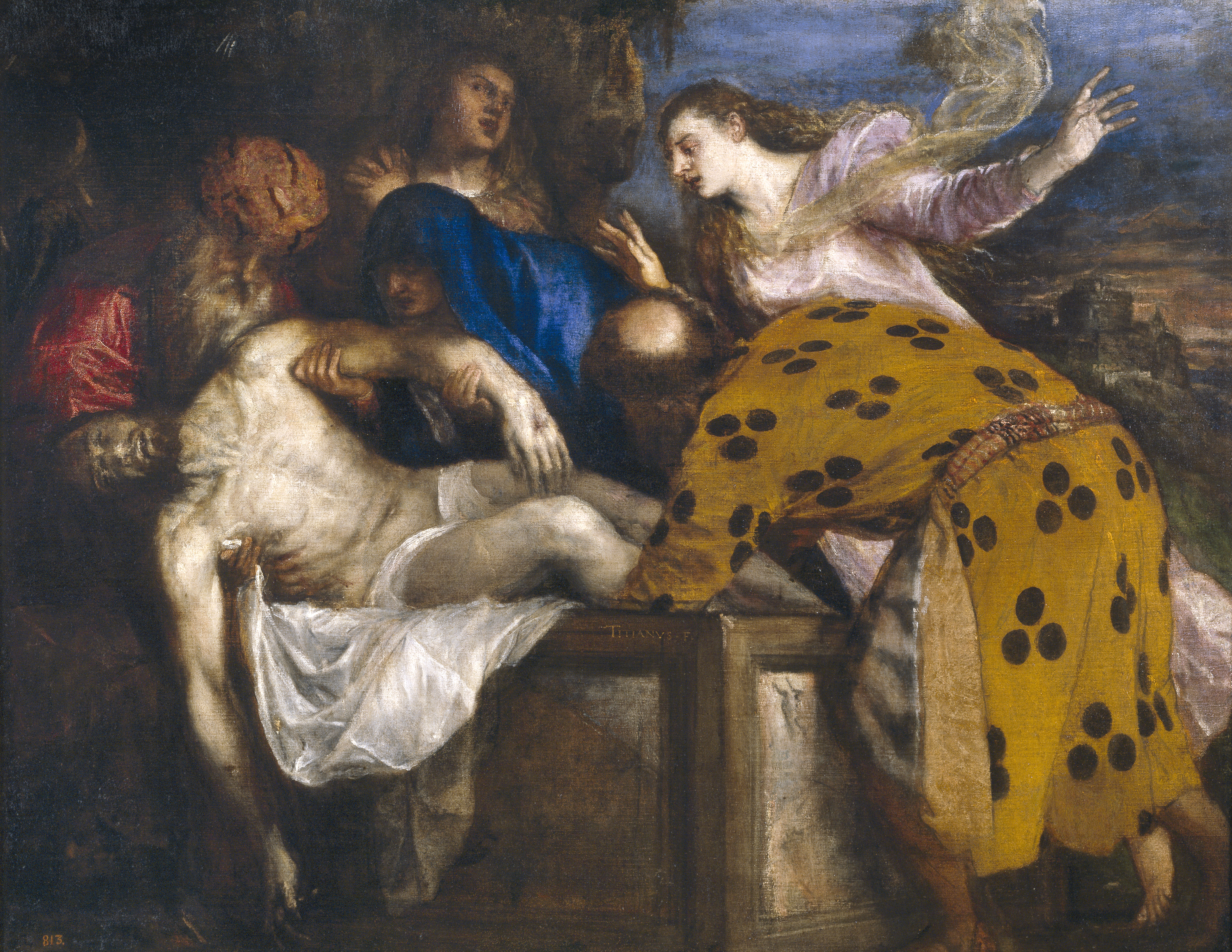
Тициан. Положение во гроб. 1572. Холст, масло. Прадо, Мадрид